# Епифите
Епифите (Epiphyte, грч. ἐπι + φυτόν − на биљци) су биљке које расту на другој биљци, без контакта са површином земље. 
Изузетно добро су прилагођену за освајање простора у специфичним условима тропске прашуме. насељавају стабла, гране, па чак и листове, и тако доспевају у највише спратове тропских кишних шума где има и највише светлости. За разлику од лијана које су сачувале везу са земљиштем, епифите су се у потпуности одвојиле од земље. Код низа епифита (посебно код оних из породица орхидеја) на корену постоји посебно ткиво − веламен − које попут сунђера упија воду и преноси је у унутрашњост биљке. Ово ткиво је образовано од мртвих и празних ћелија које су међусобно повезане низом отвора. Веламен у ствари представља систем капиларних цевчица које су у стању да брзо и ефикасно упијају кишницу у време падавина. Постоје и врсте епифита које на асимилационим органима имају посебне љуспице за упијање воде. Код неких врста епифита вода се скупља у посебним резервоарима чији се облик и функционисање разликују од врсте до врсте. Најпростији случај је када листови на стаблу домаћина образују удубљење у ком се скупља вода и биљни и животињски остаци. 
Епифите се деле у 4 групе:
- протоепифите − представљају први степен у еволуцији епифита;
- хемиепифите − проводе епифитни начин живота само за време клијања и у почетку онтогенетске фазе, а затим помоћу већ изграђеног кореновог система долазе у контакт са земљиштем;
- гнездасте епифите − посебно прилагођене за скупљање водњ и храњивих материј;
- епифите цистерне − имају слабо развијено корење које им служи само за учвршћивање у подлози, а хране се исључиво преко листова.

Епифитна папрат Asplenium nidus (гнездо папрат) са Јаве има дугачке листове који у својој основи образују левак у који се скупљају велике количине воде, инсеката, гранчица, прашине и других материја које труну и формирају храњиви супстрат сличан земљишту. Унутар тог левка налази се и коренов систем који црпи те храњиве материје, те млади изданци. Код папрати Platycerium alcicorne постоји изразит лисни диморфизам. Једни листови који имају облик рашчлањене плоче представљају искључиво асимилационе органе, док други листови формирају нишу у којој се скупљају храњиве материје и вода и у којој се налази коренов систем. Код епифите Dischidia Rafflesiana листови су метаморфозирани у нарочите творевине сличне бокалу унутар ког се налазе стоме и коренов систем. Иако у основи епифите нису карниворе, постоји значајан број карниворних биљака које су епифитне. Њихова карниворсност представља прилагођеност за допунско добијање храњивих материја, посебно азотних једињења, у специфичним условима епифитног начина живота. 
Код неких епифита постоји сложен однос са инсектима, посебно са мравима. Тако, код епифитне биљке Myrmecodia која расте на Малајским острвима, стабло је у доњем делу развијено у виду кртоле која представља мравињак са системом комора и канала. У бразилским кишним шумама мрави уз помоћ епифитних биљака граде своје мравињаке на стаблима и на дрвећу, често и на висинама од 20 до 30 метара. Од семиепифитних биљака у тропским шумама су раширене различите врсте фикуса − посебно Ficus bengalensis − чије семе клија на кори другог дрвећа. С временом фикус пружа своје корење ка тлу и повезује се са земљиштем, а биљка домаћин бива потпуно уништена. 
Епифите тропских кишних шума могле су у току своје еволуције настати пре свега из оних биљака чија су семена могла да се преносе, ветром или птицама, високо на дрвеће. 
У тропским кишним шумама постоји једна интересантна појава код орхидеје Epidendron paulense. На отвореном ова орхидеја расте у жбунастом облику. Међутим када је суседно грмље прерасте, на њеном горњем делу образују се бочни изданци на чијим основама избијају многобројни ваздушасти коренови који се закаче на листове околних биљака, и на тај начин орхидеја наставља живот као епифитна биљка.